# Teló d'acer

Europa dividida pel Teló d'acer

El Teló d'acer és el nom amb què els mitjans polítics i de difusió d'occident van designar, a partir dels anys de la Guerra Freda, les fronteres entre els països occidentals i els països socialistes de l'Est d'Europa.
El Teló d'Acer o la Cortina de Ferro va ser un terme encunyat per l'ex Primer Ministre britànic Winston Churchill per a referir-se a la frontera, física i sobretot ideològica, que va dividir a Europa en dos després de la Segona Guerra Mundial. Churchill va popularitzar el terme en una conferència als Estats Units en 1946, on va dir: 
| «                   | Des de Stettin, al Bàltic, a Trieste, a l'Adriàtic, ha caigut sobre el continent (Europa) un teló d'acer. | » |
| — Winston Churchill | |   |

La frontera de la qual parlava Churchill dividia els estats capitalistes alineats políticament, econòmica i militar amb els Estats Units i els estats socialistes que feien el mateix amb la Unió Soviètica. El terme va ser, de fet, ideat pel ministre de propaganda de l'Alemanya nazi, Joseph Goebbels, que va declarar el 25 de febrer de 1945 en un article titulat L'Any 2000, en el periòdic setmanal Das Reich:
| «                 | Si els alemanys abaixen les seves armes, els soviètics, d'acord amb el tracte a què han arribat Roosevelt, Churchill i Stalin, ocuparien tot l'est i el sud-est d'Europa, així com gran part del Reich. Una cortina d'acer (ein eiserner Vorhang) caurà sobre aquest enorme territori controlat per la Unió Soviètica, darrere de la qual les nacions seran degollades. La premsa jueva de Londres i Nova York seguirà, probablement, aplaudint. | » |
| — Joseph Goebbels | |   |

La divisió també es va fer palesa en dos sistemes militars contraposats, l'Organització del Tractat de l'Atlàntic Nord (1949) i el Pacte de Varsòvia (1955), així com en les aliances econòmiques, el Pla Marshall d'una banda i el Consell d'Assistència Econòmica Mútua per un altre. Aquesta divisió en dos blocs enfrontats en les seves concepcions polítiques, militars i econòmiques, va donar lloc a la situació coneguda com a Guerra Freda. Únicament Iugoslàvia, dirigida pel Mariscal Tito, va adoptar en la disputa una postura totalment neutral àdhuc sent socialista i trobant-se a l'est del Teló. A l'oest del Teló, Finlàndia i Àustria mantingueren també una política de relativa neutralitat respecte als blocs, buscant mantenir relacions cordials amb la Unió Soviètica. En els mitjans de comunicació d'alguns països occidentals, es va encunyar el terme de finlandització per a descriure, en sentit negatiu, una política exterior que segons aquests mitjans s'acomodava per a servir als interessos soviètics.